# Perseverance (Lokomotive)
Die Perseverance war eine von Timothy Burstall gebaute frühe Dampflokomotive.
Burstall, der bereits zwei Straßendampfwagen gebaut hatte, konstruierte auf Grundlage dieser Erfahrungen seine Lokomotive für die Teilnahme am Rennen von Rainhill. Wie bei seinen Straßenfahrzeugen verwendete Burstall für die Perseverance einen aufrecht stehenden Dampfkessel, der mittig auf dem zweiachsigen Fahrgestell platziert war. Zwei vertikale Zylinder trieben eine der beiden Achsen an, von der mittels eines Ritzelgetriebes die Kraft zur zweiten Achse übertragen wurde.
Auf dem Weg nach Rainhill stürzte die Perseverance von dem Pferdefuhrwerk, auf dem sie transportiert wurde. Wegen der erforderlichen Reparaturen nahm die Lokomotive an den Erprobungsfahrten der ersten Woche nicht teil. Während er damit beschäftigt war, seine Lokomotive wieder betriebsfähig zu machen und letzte Verbesserungen vorzunehmen, verfolgte Burstall die Leistungen der konkurrierenden Maschinen und kam zu dem Schluss, dass die Perseverance chancenlos war. Er teilte dies den Preisrichtern mit und bat um die Erlaubnis, die Lokomotive nur auf der Teststrecke fahren lassen zu dürfen, um ihre Fähigkeiten zu ermitteln. Es wurde ihm gestattet, und hierbei stellte sich heraus, dass ihre maximale Geschwindigkeit mit knapp 6 Meilen pro Stunde (9,6 km/h) deutlich unter der geforderten Mindestgeschwindigkeit von 10 Meilen (16 km/h) unter Last lag.
Die Perserverance absolvierte keine weiteren Erprobungsfahrten mehr, wurde nicht von der Liverpool and Manchester Railway übernommen und auch von keiner anderen Bahngesellschaft angekauft. Ihr Verbleib ist nicht überliefert.
Burstall erhielt von den Preisrichtern eine außerordentliche Aufwandsentschädigung von 25 Pfund zugesprochen. Sein nach Ende des Rennens ausgesprochenes Angebot, eine Lokomotive für die Liverpool and Manchester Railway zu bauen, wurde nicht in Erwägung gezogen.